# سری مکلورن
سری مک‌لورن (به انگلیسی: Maclaurin Series) به بسط تابع به وسیله سری تیلور حول نقطهٔ صفر گفته می‌شود. این سری به نام کالین مکلورن ریاضیدان اسکاتلندی نامگذاری شده‌است. این سری به صورت زیر بیان می‌شود:
{\displaystyle f(x)=f(0)+{\frac {f'(0)}{1!}}(x)+{\frac {f''(0)}{2!}}(x)^{2}+{\frac {f^{(3)}(0)}{3!}}(x)^{3}+\cdots }

## مثال‌ها
{\displaystyle e^{x}=1+{\frac {x}{1!}}+{\frac {x^{2}}{2!}}+\dots }
{\displaystyle \sin(x)=x-{\frac {x^{3}}{3!}}+{\frac {x^{5}}{5!}}-\dots }
{\displaystyle \cos(x)=1-{\frac {x^{2}}{2!}}+{\frac {x^{4}}{4!}}-\dots }
{\displaystyle \ln(x+1)=\sum _{n=1}^{\infty }{\frac {(-1)^{n-1}}{n}}x^{n}=x-{\frac {x^{2}}{2}}+{\frac {x^{3}}{3}}-{\frac {x^{4}}{4}}+\cdots .}